# الکساندر پتروف (بازیکن بسکتبال)
الکساندر پتروف (روسی: Александр Павлович Петров؛ ۱۴ مه ۱۹۳۹ – ۵ مهٔ ۲۰۰۱) ورزشکار بسکتبال اهل اتحاد جماهیر شوروی سوسیالیستی بود.
وی در مسابقات کشوری و بین‌المللی در مجموع برندهٔ ۴ مدال طلا، ۲ مدال نقره، ۱ مدال برنز شده‌است.